# نيك بيريرا (لاعب كرة قدم)
نيك بيريرا (بالإنجليزية: Nick Perera)‏ هو لاعب كرة قدم أمريكي في مركز الهجوم، ولد في 5 يونيو 1986 في مدريد في إسبانيا. لعب مع ميلواكي وايف.

## وصلات خارجية
- نيك بيريرا (لاعب كرة قدم) على موقع الاتحاد الدولي (مؤرشف)  (الإنجليزية)